# Эль-Айнауи, Юнес
Юнес эль-Айнауи (араб. يونس العيناوي‎ ;род. 12 сентября 1971, Рабат) — марокканский профессиональный теннисист и тренер.
- Победитель пяти турниров АТР в одиночном разряде
- Лауреат награды АТР в номинации «Возвращение года» (1998)

## Личная жизнь
Юнес эль-Айнауи женился в 1997 году. От жены Анн-Софи у него трое сыновей: Юэн, Нейл (полузащитник клуба Лиги 1 «Ланс») и Ноам. В 2000 и 2002 годах дважды избирался в совет игроков АТР.
Эль-Айнауи, признанный в 2003 году по результатам опроса марокканского делового журнала L’Economiste лучшим образцом для подражания и опередивший при этом премьер-министра Марокко и многократного чемпиона мира по лёгкой атлетике Хишама эль-Герружа, сотрудничает с Национальной ассоциацией теннисных тренеров в целях пропаганды ценностей спорта и физкультуры.
В конце 2018 года стал работать тренером во Французской федерации тенниса.

## Спортивная карьера

### Стиль игры
Несмотря на то, что четыре из своих пяти титулов АТП эль-Айнауи выиграл на грунте, марокканец играл в агрессивный теннис. Хорошая подача, мощный удар справа, мощные удары на задней линии и отличная игра у сетки помогала эль-Айнауи долгие годы оставаться опасным соперником для игроков элиты .

### Начало карьеры
В 1990—1992 годах Юнес эль-Айнауи учился в американской теннисной академии Ника Боллетьери. Чтобы оплатить уроки, он водил автобус, подрабатывал няней и мыл полу в спортзале. С 1990 года он также выступал за сборную Марокко в Кубке Дэвиса, а в 1992 году представлял страну на Олимпиаде в Барселоне, где во втором круге проиграл пятой ракетке мира Борису Беккеру.
В марте 1993 года в Касабланке эль-Айнауи впервые в карьере вышел в финал турнира АТР. Занимавший в рейтинге АТР место в третьей сотне марокканец на родном корте победил четырёх соперников выше себя рангом, в том числе троих из первой сотни. В июле, после выигрыша «челленджера» в Порту он вошёл в число ста лучших теннисистов мира, а в начале октября в Тулузе нанёс первое поражение сопернику из первой десятки рейтинга — четвёртой ракетке мира Серхи Бругере. Он закончил сезон на 51-м месте в рейтинге, поднявшись с начала года на 260 позиций. На следующий год, нанеся шесть поражений в шести играх соперникам из Египта, Польши и Латвии, он помог команде Марокко перейти из II в I Европейско-африканскую группу Кубка Дэвиса. В остальном, однако, сезон у него не сложился и к концу года он выбыл из первой сотни в рейтинге. В 1995 году, начав сезон с одной выигранной встречей в восьми турнирах и снова оказавшись в третьей сотне рейтинга, он преодолел квалификационный отбор в Открытом чемпионате Франции и дошёл до четвёртого круга, где проиграл первой ракетке мира Андре Агасси, а в дальнейшем благодаря успешной игре в «челленджерах» сумел приблизиться вплотную к границе первой сотни.

### Травмы и возвращение
1996 год эль-Айнауи начал с выхода в финал двух турниров подряд — в Дохе, где по пути в финал переиграл седьмую ракетку мира Томаса Энквиста и третью ракетку мира Томаса Мустера, и в Джакарте — и уже к середине февраля вошёл в Top-50 мирового рейтинга. После серии неудачных выступлений он в начале августа вышел в третий за сезон финал на Открытом чемпионате Нидерландов, а в октябре в Лионе в третий раз за сезон обыграл соперника из первой десятки — шестую ракетку мира Уэйна Феррейру. Однако травма щиколотки привела к тому, что в ноябре эль-Айнауи пришлось лечь на операцию, а на следующий год прервать выступления уже в апреле из-за повторной травмы. Пропустив семь месяцев, он ненадолго вернулся на корт в конце года, а в феврале 1998 года снова лёг на операцию. Очередное возвращение состоялось лишь в июне 1998 года, а с июля по начало октября эль-Айнауи, восстанавливая форму, выиграл пять «челленджеров». В ноябре он дошёл уже и до финала турнира АТР в Сантьяго. Всего за вторую половину сезона он прошёл путь в рейтинге с 444-го до 49-го места и по итогам года был удостоен награды ATP в номинации «Возвращение года».
В апреле 1999 года эль-Айнауи обыграл в Барселоне пятую ракетку мира Алекса Корретху, в июле в Гштаде — Марсело Риоса, занимавшего в рейтинге девятую строчку, а в августе в Амстердаме завоевал, в возрасте почти 28 лет и после пяти поражений в финалах, свой первый титул в турнирах АТР. В плотном по составу турнире занимавший 33-е место в рейтинге марокканец победил четырёх соперников, располагающихся менее чем в десяти позициях от его собственной. На следующий год он дошёл до четвертьфинала Открытого чемпионата Австралии, победив в том числе 12-ю ракетку мира Томми Хааса, и уступил в итоге Евгению Кафельникову — к тому моменту второму в мировом рейтинге. После этого он вошёл в Top-20 рейтинга, упрочив своё положение вскоре после этого выходом в финал турнира АТР в Боготе, где был посеян вторым после Густаво Куэртена. Остаток сезона он провёл ровно, но без всплесков, дойдя, в частности, до четвёртого круга на Открытом чемпионате Франции и заработав рекордную для себя сумму призовых — более 490 тысяч долларов.

### Пик карьеры
В 2001 году эль-Айнауи выиграл свой первый матч в турнирах АТР только в конце февраля, до этого проиграв в первом круге в пяти турнирах подряд. Затем он, однако, дошёл до полуфинала в Касабланке и Мюнхене. Летом в Амстердаме он достиг финала, а затем на турнире в Индианаполисе по дороге в четвертьфинал переиграл четвёртую ракетку мира Ллейтона Хьюитта. В сентябре он сначала выиграл в Бухаресте свой второй титул в турнирах АТР, а затем сыграл ключевую роль в победе марокканской сборной над командой Бельгии в Кубке Дэвиса, обеспечившей ей на будущий год место в Мировой лиге. В конце года по пути в финал Гран-при Лиона он победил ещё одного соперника из первой десятки рейтинга — пятую ракетку мира Хуана Карлоса Ферреро.
2002 год стал наиболее успешным в карьере эль-Айнауи. За год он пять раз побывал в финалах турниров АТР, в том числе в Открытом чемпионате Катара, который он выиграл уже в первую неделю сезона, впервые за карьеру завоевав титул АТР не на грунте. В феврале он едва не обыграл в одиночку в первом круге Мировой группы Кубка Дэвиса сборную Испании, победив обоих своих соперников — Алекса Корретху и Хуана Карлоса Ферреро. Спустя две недели в Дубае он уже в третий раз за карьеру обыграл Ферреро, уже поднявшегося на третью позицию в рейтинге, а затем на протяжении весны выиграл грунтовые турниры в Касабланке (став вторым марокканцем после Хишама Арази, победившим на этом турнире) и в Мюнхене. На Открытом чемпионате США он вышел в четвертьфинал — во второй раз за карьеру в турнирах Большого шлема, но там уступил возглавлявшему рейтинг Ллейтону Хьюитту. За год он одержал на грунте 25 побед при всего восьми поражениях, а на хардовых покрытиях — 18 побед при 12 поражениях, выиграв больше 800 тысяч долларов призовых, что было новым личным рекордом. За свои успехи он получил от короля Марокко золотую медаль — высшую спортивную награду в стране.
2003 год эль-Айнауи начал с победы в матче четвёртого круга Открытого чемпионата Австралии над Ллейтоном Хьюиттом — на тот момент первой ракеткой мира и фаворитом турнира, — взяв у австралийца реванш за поражение на Открытом чемпионате США со счетом 6-74, 7-64, 7-65, 6-4. В четвертьфинале в тяжелейшем пятисетовом поединке сопротивление марокканца сломил 20-летний американец Энди Роддик — 6-4, 6-75, 6-4, 4-6, 21-19. Встреча продолжалась ровно пять часов и стала одной из самых продолжительных за всю историю тенниса (в том числе пятый сет этого матча оставался самым долгим в истории Большого шлема до матча Джона Изнера с Николя Маю на Уимблдонском турнире 2010 года. В пятом сете марокканец не реализовал матчбол, что позволило бы ему выйти в полуфинал. Позже эль-Айнауи достиг четвертьфинала на турнире высшей категории в Майами и финала в Касабланке, а на Открытом чемпионате США снова вышел в четвертьфинал, обыграв подряд двух соперников из первой десятки рейтинга (Иржи Новака — 7-61, 5-7, 3-6, 6-3, 7-65, и Карлоса Мойю — 7-64, 7-67, 4-6, 6-4), проиграв Давиду Налбандяну — 6-7(2), 2-6, 6-3, 5-7.
Наивысшей позиции в мировом рейтинге эль-Айнауи добился в ноябре 2003 года, когда поднялся на 14-ю строчку. Тогда осенью марокканец пробился в полуфинал турнира серии Мастерс в Мадриде, в четвертьфинале одолев десятую ракетку мира Себастьена Грожана, а в полуфинале уступив чилийцу Николасу Массу. Но в последнем турнире года на Мастерсе в Париже Эль-Айнауи не доиграл первый же матч против соотечественника Арази из-за травмы. Этот сезон он окончил в Top-20 рейтинга АТР. Помимо личных успехов, он также помог команде Марокко в очередной раз вернуться в Мировую группу Кубка Дэвиса, принеся ей три очка в пяти играх в матчах со сборными Италии и Великобритании.

### Завершение карьеры
Бо́льшую часть сезона 2004 года эль-Айнауи пропустил из-за плантарного фасциита, сыграв только пять матчей в одиночном разряде и один в парном — три в январе и три в конце лета, в том числе на Олимпиаде в Афинах и Открытом чемпионате США. Все пять матчей он проиграл, причём в трёх был вынужден прекратить борьбу по ходу игры. В матче первого круга парного олимпийского турнира, где он должен был выступать с Хишамом Арази, эль-Айнауи даже не сумел выйти на корт. В 2005 году он возобновил активные выступления, но долго не мог одержать свою первую победу, выиграв наконец в июне в первом круге «челленджера» в Брауншвейге. На Открытом чемпионате Канады марокканец, занимавший место в пятой сотне рейтинга, неожиданно переиграл в первом круге 24-ю ракетку мира Фелисиано Лопеса, но уже в следующем матче уступил соотечественнику и соседу Лопеса по рейтингу Томми Робредо.
В мае 2006 года на Открытом чемпионате Туниса — турнире класса «челленджер» — эль-Айнауи после двухгодичного перерыва удалось дойти до финала профессионального турнира, но там он без борьбы уступл алжирцу Ламину Уахабу. В сентябре он ещё раз проиграл в финале «челленджера» — теперь в испанской Таррагоне. В апреле 2007 года он, наконец, выиграл «челленджер» в Марракеше, где для победы ему понадобилось обыграть лишь одного соперника из первой сотни рейтинга — Янко Типсаревича, занимавшего место недалеко от сотого. В мае 2008 года эль-Айнауи, которому тогда уже было 36 лет, преодолев квалификационный отбор, неожиданно дошел до полуфинала на турнире в Мюнхене, где побеждал за шесть лет до этого. Юнес в четвертьфинале победил молодого и прогрессирующего аргентинца Хуана Мартина дель Потро со счетом 6-4, 6-4, в полуфинале в упорном матче уступив будущему чемпиону чилийцу Фернандо Гонсалесу — 6-3, 4-6, 3-6. Он стал самым старым с 1993 года полуфиналистом турнира АТР, уступая только Джимми Коннорсу.
Последним в карьере эль-Айнауи стал в январе 2010 года турнир в Дохе, который он выигрывал в 2002 году. На этот турнир эль-Айнауи, фактически завершивший выступления более чем за год до этого, получил от организаторов wild card и не подвёл их, победив в первом круге и став самым старым с 1995 года игроком, выигравшим матч в турнирах АТР. В матче второго круга он уступил бельгийцу Стиву Дарси.

## Рейтинг на конец года
| Год  | Одиночный рейтинг | Парный рейтинг |
| 2017 | 1606              |                |
| 2010 | 720               |                |
| 2008 | 201               |                |
| 2007 | 167               |                |
| 2006 | 189               | 1357           |
| 2005 | 228               | 906            |
| 2004 | 644               | 1 441          |
| 2003 | 14                | 102            |
| 2002 | 22                | 133            |
| 2001 | 38                | 1 300          |
| 2000 | 25                | 657            |
| 1999 | 33                | 891            |
| 1998 | 45                | 699            |
| 1997 | 237               | 777            |
| 1996 | 70                | 1 237          |
| 1995 | 110               | 568            |
| 1994 | 117               | 493            |
| 1993 | 51                | 331            |
| 1992 | 311               | 704            |
| 1991 | 570               | 679            |
| 1990 | 351               | 597            |

## Выступления на турнирах

### Финалы турнировATPв одиночном разряде (16)

#### Победы (5)
| Легенда                       |
| ----------------------------- |
| Большой шлем (0*)             |
| Итоговый турнир ATP (0)       |
| Super 9 / Мастерс (0)         |
| International Gold (0)        |
| ATP World / International (5) |

| Титулы по покрытиям | Титулы по месту проведения матчей турнира |
| ------------------- | ----------------------------------------- |
| Хард (3*)           | Зал (1)                                   |
| Грунт (13)          | Зал (1)                                   |
| Трава (0)           | Открытый воздух (15)                      |
| Ковёр (0)           | Открытый воздух (15)                      |

* количество побед в одиночном разряде.
| №  | Дата             | Турнир                | Покрытие | Соперник в финале | Счёт          |
| 1. | 8 августа 1999   | Амстердам, Нидерланды | Грунт    | Мариано Сабалета  | 6-0 6-3       |
| 2. | 16 сентября 2001 | Бухарест, Румыния     | Грунт    | Альберт Монтаньес | 7-6(5) 7-6(2) |
| 3. | 6 января 2002    | Доха, Катар           | Хард     | Феликс Мантилья   | 4-6 6-2 6-2   |
| 4. | 14 апреля 2002   | Касабланка, Марокко   | Грунт    | Гильермо Каньяс   | 3-6 6-3 6-2   |
| 5. | 5 мая 2002       | Мюнхен, Германия      | Грунт    | Райнер Шуттлер    | 6-4 6-4       |

#### Поражения (11)
| №   | Дата            | Турнир                    | Покрытие | Соперник в финале      | Счёт                   |
| 1.  | 21 марта 1993   | Касабланка, Марокко       | Грунт    | Гильермо Перес-Рольдан | 4-6 3-6                |
| 2.  | 7 января 1996   | Доха, Катар               | Хард     | Петр Корда             | 6-7(5) 6-2 6-7(5)      |
| 3.  | 14 января 1996  | Джакарта, Индонезия       | Хард     | Шенг Схалкен           | 3-6 2-6                |
| 4.  | 4 августа 1996  | Амстердам, Нидерланды     | Грунт    | Франсиско Клавет       | 5-7 1-6 4-6            |
| 5.  | 15 ноября 1998  | Сантьяго, Чили            | Грунт    | Франсиско Клавет       | 2-6 4-6                |
| 6.  | 12 марта 2000   | Богота, Колумбия          | Грунт    | Мариано Пуэрта         | 4-6 6-7(5)             |
| 7.  | 22 июля 2001    | Амстердам, Нидерланды (2) | Грунт    | Алекс Корретха         | 3-6 7-5 6-7(0) 6-3 4-6 |
| 8.  | 14 октября 2001 | Лион, Франция             | Ковёр(i) | Иван Любичич           | 3-6 2-6                |
| 9.  | 3 марта 2002    | Дубай, ОАЭ                | Грунт    | Фабрис Санторо         | 4-6 6-3 3-6            |
| 10. | 14 июля 2002    | Бостад, Швеция            | Грунт    | Карлос Мойя            | 3-6 6-2 5-7            |
| 11. | 14 апреля 2003  | Касабланка, Марокко (2)   | Грунт    | Жюльен Бутте           | 2-6 6-2 1-6            |

## История выступлений на турнирах
| Турнир                       | 1991  | 1992  | 1993          | 1994          | 1995          | 1996  | 1997          | 1998          | 1999          | 2000  | 2001          | 2002          | 2003          | 2004  | 2005          | 2006          | 2007          | Итог   | В/П за карьеру |
| ---------------------------- | ----- | ----- | ------------- | ------------- | ------------- | ----- | ------------- | ------------- | ------------- | ----- | ------------- | ------------- | ------------- | ----- | ------------- | ------------- | ------------- | ------ | -------------- |
| Турниры Большого шлема       |       |       |               |               |               |       |               |               |               |       |               |               |               |       |               |               |               |        |                |
| Открытый чемпионат Австралии | -     | -     | К             | 2P            | 1P            | -     | -             | -             | 2P            | 1/4   | 1P            | 3P            | 1/4           | 1P    | -             | -             | -             | 0 / 8  | 12-8           |
| Открытый чемпионат Франции   | -     | -     | -             | 1P            | 4P            | 1P    | -             | К             | 2P            | 4P    | 2P            | 2P            | 3P            | -     | -             | -             | К             | 0 / 8  | 11-8           |
| Уимблдонский турнир          | К     | К     | -             | 1P            | -             | 1P    | -             | -             | 2P            | 3P    | 3P            | 1P            | 3P            | -     | -             | -             | -             | 0 / 7  | 7-7            |
| Открытый чемпионат США       | -     | К     | -             | 1P            | -             | 1P    | -             | -             | 2P            | 1P    | 1P            | 1/4           | 1/4           | 1P    | 1P            | К             | -             | 0 / 9  | 9-9            |
| Итог                         | 0 / 0 | 0 / 0 | 0 / 0         | 0 / 4         | 0 / 2         | 0 / 3 | 0 / 0         | 0 / 0         | 0 / 4         | 0 / 4 | 0 / 4         | 0 / 4         | 0 / 4         | 0 / 2 | 0 / 1         | 0 / 0         | 0 / 0         | 0 / 32 |                |
| В/П в сезоне                 | 0-0   | 0-0   | 0-0           | 1-4           | 3-2           | 0-3   | 0-0           | 0-0           | 4-4           | 9-4   | 3-4           | 7-4           | 12-4          | 0-2   | 0-1           | 0-0           | 0-0           |        | 39-32          |
| Олимпийские игры             |       |       |               |               |               |       |               |               |               |       |               |               |               |       |               |               |               |        |                |
| Олимпиада                    | НП    | 2Р    | Не проводился | Не проводился | Не проводился | -     | Не проводился | Не проводился | Не проводился | -     | Не проводился | Не проводился | Не проводился | 1Р    | Не проводился | Не проводился | Не проводился | 0 / 2  | 1-2            |
| Турниры Мастерс              |       |       |               |               |               |       |               |               |               |       |               |               |               |       |               |               |               |        |                |
| Индиан-Уэллc                 | -     | -     | -             | -             | -             | 1Р    | -             | -             | -             | 1Р    | 1Р            | 1Р            | 1Р            | -     | -             | -             | -             | 0 / 5  | 0-5            |
| Майами                       | -     | -     | -             | -             | -             | -     | -             | -             | 1Р            | 2Р    | 2Р            | 2Р            | 1/4           | -     | 1Р            | -             | -             | 0 / 6  | 4-6            |
| Монте-Карло                  | -     | -     | К             | 1Р            | К             | -     | -             | -             | 1Р            | 1Р    | 1Р            | 2Р            | 1Р            | -     | 1Р            | -             | -             | 0 / 7  | 1-7            |
| Гамбург                      | -     | -     | -             | -             | -             | -     | -             | -             | 1Р            | 3Р    | 1Р            | 3Р            | 1Р            | -     | -             | -             | -             | 0 / 5  | 4-5            |
| Рим                          | -     | -     | К             | 1Р            | -             | 1Р    | -             | -             | 1Р            | 3Р    | -             | 1Р            | 1Р            | -     | 1Р            | -             | -             | 0 / 7  | 2-6            |
| Торонто/Монреаль             | -     | -     | -             | -             | -             | -     | -             | -             | -             | -     | -             | 2Р            | 2Р            | -     | 2Р            | -             | -             | 0 / 3  | 3-3            |
| Цинциннати                   | -     | -     | -             | -             | -             | -     | -             | -             | -             | -     | -             | 1Р            | 2Р            | 1Р    | 1Р            | -             | -             | 0 / 4  | 1-4            |
| Штутгарт/Мадрид              | -     | -     | -             | К             | -             | -     | -             | -             | 1Р            | 3Р    | -             | 2Р            | 1/2           | -     | К             | -             | -             | 0 / 4  | 5-4            |
| Париж                        | -     | -     | -             | -             | К             | -     | -             | -             | 2Р            | -     | -             | 1Р            | 2Р            | -     | -             | -             | -             | 0 / 3  | 1-3            |
| Статистика за карьеру        |       |       |               |               |               |       |               |               |               |       |               |               |               |       |               |               |               |        |                |
| Проведено финалов            | 0     | 0     | 1             | 0             | 0             | 3     | 0             | 1             | 1             | 1     | 4             | 4             | 1             | 0     | 0             | 0             | 0             |        | 16             |
| Выиграно турниров АТП        | 0     | 0     | 0             | 0             | 0             | 0     | 0             | 0             | 1             | 0     | 2             | 2             | 0             | 0     | 0             | 0             | 0             |        | 5              |
| В/П: всего                   | 0-2   | 3-2   | 19-15         | 18-27         | 4-8           | 15-22 | 2-2           | 5-2           | 28-23         | 37-26 | 33-23         | 45-26         | 41-25         | 0-5   | 1-11          | 2-1           | 5-3           |        | 265-227        |
| Σ % побед                    | 0 %   | 60 %  | 56 %          | 40 %          | 33 %          | 41 %  | 50 %          | 71 %          | 55 %          | 59 %  | 59 %          | 63 %          | 66 %          | 0 %   | 8 %           | 67 %          | 63 %          |        | 54 %           |

К — проигрыш в квалификационном турнире.